# Vladimir Markelov
Vladimir Markelov (né le 24 octobre 1957 à Tcheliabinsk et mort le 30 octobre 2023) est un gymnaste soviétique (russe).
Il participe aux Jeux olympiques de 1976 et de 1980 en y remportant la médaille d'argent puis celle d'or par équipes. Il remporte le titre européen lors des Championnats d'Europe de gymnastique artistique masculine 1977 à Vilnius.